# Trichomma nigricans
Trichomma nigricans är en stekelart som beskrevs av Cameron 1905. Trichomma nigricans ingår i släktet Trichomma och familjen brokparasitsteklar. Inga underarter finns listade i Catalogue of Life.